# Вайнерт, Ли
Элизабет («Ли») Ва́йнерт (нем. Elisabeth („Li“) Weinert, урожд. Пичман (Pitschmann); 31 декабря 1899, Берлин — 23 марта 1983, Берлин) — немецкая эстрадная артистка, декламатор и деятель культуры в ГДР. Супруга поэта Эриха Вайнерта.

## Биография
Ли Вайнерт родилась в мелкобуржуазной семье, в 1906—1914 годах училась в средней школе в Берлине. Работала декламатором и артисткой в кабаре. На собраниях декламировала стихи Эриха Вайнерта, в частности, в течение семи месяцев срока действия запрета на выступления, действовавшего в отношении Эриха Вайнерта в 1931 году в Пруссии. В 1931 году Ли Вайнерт вступила в Коммунистическую партию Германии и организацию Красной помощи Германии.
После прихода к власти национал-социалистов Ли Вайнерт в 1933—1935 годах проживала в эмиграции в Швейцарии и Франции. С августа 1935 года по январь 1946 года находилась в эмиграции в СССР. Ли Вайнерт занималась общественной работой в немецкой школе в Москве и выступала в культурно-политических программах «Московского радио». В 1943—1945 годах Вайнерт работала диктором на радиостанции Национального комитета «Свободная Германия», возглавляемого её мужем.
В 1946 году Ли Вайнерт вернулась на родину в Советскую зону оккупации Германии и вступила в СЕПГ. В 1947 году Вайнерт вступила в Демократический женский союз Германии и стала членом Народной солидарности. В июле 1948 года Вайнерт вступила в Общество германо-советской дружбы. С 1953 года Ли Вайнерт являлась членом Союза писателей ГДР и в 1953—1966 годах входила в руководство его парторганизации и в состав ревизионной комиссии.
С 1957 года Ли Вайнерт состояла членом Культурного союза, с 1959 года — членом Комитета антифашистских борцов сопротивления. Ли Вайнерт управляла наследием своего мужа и после его смерти в 1953 году выступала с его произведениями в школах, на предприятиях, в организациях ССНМ, перед пионерами, в подразделениях Национальной народной армии и Народной полиции.